# Funakoshi Gichin
Funakoshi Gichin (船越 義珍 Thường Hoạt Nghĩa Trân, 10 tháng 11 năm 1868 – 26 tháng 4 năm 1957) là người sáng lập hệ phái Shotokan Karate-Do, hệ phái karate được  biến đến rộng rãi nhất, và được coi là "người cha của karate hiện đại". Theo lời dạy của Anko Itosu và Anko Azato, ông là một trong những võ sư karate đến từ đảo Okinawa giới thiệu karate đến với lục địa Nhật Bản vào năm 1922. Ông đã dạy karate ở nhiều trường đại học Nhật Bản và trở thành chủ tịch danh dự của Hiệp hội Karate Nhật Bản (Japan Karate Association) khi tổ chức này thành lập vào năm 1949.

## Thời trẻ
Gichin Funakoshi sinh ngày 10 tháng 11 năm 1868,  Thời kỳ Minh Trị, ở Shuri, Okinawa, với một Pechin Ryūkyūan. Ban đầu ông có tên là Tominakoshi. Thuở nhỏ, Gichin là đứa trẻ sinh thiếu tháng ốm yếu. Tên của cha ông là Gisu. Sau khi vào tiểu học, anh trở thành bạn thân với con trai của Ankō Azato, một võ sư karate và kendo, người sau đó trở thành giáo viên karate đầu tiên của mình. Gia đình của Gichin đã không chịu nghe theo lệnh bãi bỏ của chính phủ Thiên hoàng Minh Trị của Nhật Bản về việc bỏ đi chỏm tóc trên đầu và điều này đã khiến Gichin không đủ điều kiện để theo đuổi mục tiêu theo học trường y (bởi vì trường không nhận học sinh còn để chỏm tóc trên đầu), mặc dù đã vượt qua kỳ thi tuyển sinh.  Được đào tạo cả về triết học và giáo lý cổ điển Trung Quốc và Nhật Bản, Gichin trở thành trợ giảng tại một trường tiểu học ở Okinawa sau khi đã đi cắt đi chỏm tóc của mình. Trong thời gian này, mối quan hệ của anh với gia đình Azato ngày càng phát triển và anh bắt đầu luyện tập karate bí mật (vào thời đó, chính quyền cấm tập luyện karate, vì thế các buổi tập phải diễn ra trong bí mật) dưới sự chỉ dẫn của thầy Anko Azato hàng đêm tại nhà thầy của mình. Cũng trong thời gian này, Gichin còn nhận được sự chỉ dạy của Anko Itosu - một người bạn thân thiết của Anko Azato. Dưới sự chỉ điểm của Anko Azato và Anko Itosu, Gichin tiếp tục siêng năng tập luyện karate, học hỏi một số vị thầy (Anko Azato và Anko Itosu chỉ cho Gichin đi học những tinh hoa, điểm mạnh của các võ sư karate khác trong vùng): sư phụ Kiyuna, người với tay không có thể lột vỏ một cái cây trong chớp nhoáng; sư phụ Toono ở Naha, một trong những học giả về Nho giáo nổi tiếng nhất của hòn đảo; sư phụ Niigaki, người gây ấn tượng sâu sắc nhất với Gichin về sự gần gũi, và sư phụ Matsumura, một trong những karateka lớn nhất thuộc hệ phái Shorin-ryu. Cho đến lúc đó, Gichin vẫn không hề quên hai vị sư phụ đầu tiên của mình. Ngược lại, Gichin còn tìm cách để có thời gian với họ càng nhiều càng tốt và từ họ, Gichin đã được học hỏi không chỉ về karate mà còn về nhiều điều khác.

## Sự nghiệp truyền bá Karate
Gichin Funakoshi được dân chúng Okinawa xem như một vị anh hùng vì ông là người chính thức đại diện cho nền võ thuật Karate của hòn đảo Okinawa bé nhỏ để đem chuông đi đánh xứ người, dáng người ông không cao lớn nhưng ánh mắt lộ đầy nét uy nghiêm đoan chính, hiểu biết thuần thục nền văn hoá lễ nghi của Nhật Bản, bản tính khiêm tốn là những gia tài lớn nhất mà ông mang theo sang nước Nhật. Sang Nhật với lần biểu diễn đầy ấn tượng về môn Karate trước công chúng và các nhân vật đại diện Hoàng gia Nhật Bản tại Kyoto, nhưng đứng trước sự lạnh lùng chưa sẵn sàng chấp nhận của người dân Nhật với môn Karate, Gichin dù là một người thuộc dòng danh giá tại Okinawa ông vẫn vui vẻ sống một cuộc sống rất đạm bạc tại đất khách quê người, sau nhiều năm chọn lựa ông quyết định di chuyển đến Tokyo để sinh sống với những người đồng hương nghèo khổ lưu lạc tại đất Nhật, ăn ở tại một khu sinh hoạt dành cho sinh viên nghèo nằm ngay cổng ra vào, ông làm những công việc tay chân để sinh sống và tiết kiệm đến mức tối đa tất cả cho lý tưởng mai sau của mình, ông chấp nhận một chân lao công chuyên dọn dẹp các phòng học, nhà ngủ cho sinh viên, vào ban đêm ông mở lớp võ Karate cho nhiều người tập luyện. Sau 2 năm chịu khó ông đã dành dụm đủ số tiền để mở võ đường Karate đầu tiên của mình tại ngoại ô Shichi Tokudo, một mảnh đất nhỏ rẻ tiền tại Tokyo.
Funakoshi đã được đào tạo chủ yếu theo hai phong cách phổ biến của karate Okinawa thời bấy giờ: Shōrei-ryū và Shōrin-ryū. Shotokan được đặt tên theo tên bút Funakoshi của, Shoto (松濤), mà có nghĩa là "cây thông" (cây tùng). "Kan" (館) có nghĩa là trường, quán hoặc ngôi nhà, do đó, Shotokan được gọi là "Tùng đào quán". Tên này được đặt ra bởi các học sinh của Funakoshi khi họ đăng một tấm biển phía trên lối vào hội trường nơi Funakoshi dạy. Ngoài việc là một bậc thầy karate, Funakoshi còn là một nhà thơ và nhà triết học nhiệt thành, người sẽ đi dạo trong rừng, nơi ông sẽ ngồi thiền và viết thơ.

Karate chính thức giới thiệu ở Nhật Bản vào năm 1922, khi Gichin Funakoshi được Bộ Giáo dục Nhật Bản mời đến Tokyo để thuyết trình và biểu diễn Karate. Sự đón nhận của người dân Nhật Bản đã khiến ông lưu lại đây và dạy Karate ở một số trường đại học. Hai năm sau, Đại học Keio chính thức thành lập võ đường karate đầu tiên. 

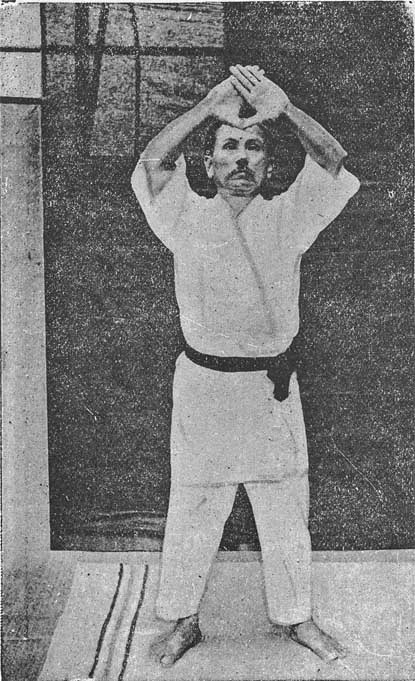
Funakoshi Gichin tập Kankudai kata.

Trong 10 năm từ khi mở võ đường chính thức tại Nhật, ông đào tạo nhiều thế hệ Karate đầu tiên của Nhật thật vững chãi, tuy chậm nhưng chắc chắn, vì là một người tôn trọng căn bản ông dành rất nhiều và hầu hết thời gian huấn luyện cho những môn đồ của mình các bài Kata quan trọng. Vài môn đệ lớn của ông tỏ ra bất bình trước sự tập luyện nhàm chán của thầy mình nên quyết định tách riêng võ đường ra 2 nhánh và bắt đầu áp dụng các cuộc song đấu Jiyu Kutemi (song đấu tự do) cho các lớp họ được thầy giao trách nhiệm giảng dạy, họ tự quyền chế ra các áo giáp bảo hộ an toàn, lập một số luật chiến đấu để tập luyện với nhau. Khi biết chuyện này, Gichin Funakoshi rất buồn lòng vì ông cho rằng một số môn đệ của mình đã đi ngược lại giá trị tôn trọng hoà bình của môn Karate, nhưng ông đã đứng ra mạnh mẽ ngăn cản một số môn đệ trung thành của mình vốn rất muốn đi giải quyết "ân oán" với nhóm loạn đồ tạo phản, ông quyết định không bao giờ về lại võ đường tại Shichi Tokudo một lần nào nữa. Võ sư Gichin Funakoshi tuyệt đối tin theo truyền thống tập luyện của Karate từ Okinawa, ông đặt nặng phần luyện tập căn bản Kihon trong những năm đầu của bất cứ môn sinh nào thụ huấn Karate truyền thống. Hành trang Karate mang theo đất Nhật của ông có tất cả 16 bài Kata: Kankudai, Kankusho, 5 bài Heian kata, 3 bài Tekki kata (nguồn gốc là Naihfanchi kata hay Naihanchi kata được Gichin sửa đổi trên tấn kiba), Wanshu (sau đổi tên là Empi), Chinto (sau này là Gankaku), Passai (sau này là Bassai), Jitte, Jion, và Seisan, quá đủ để luyệt suốt đời người. Những bài kata ông chỉ bắt đầu dạy cho môn đồ sau khi có trình độ kihon thật vững chắc. Suốt 3 năm khổ luyện quyền đặc biệt là 2 bài ưng ý nhất của ông là bài Pinan và Naihfanchi, sau khi thấm nhuần 2 bài này đến trình độ biến chúng thành bản năng tự nhiên các học trò mới được dạy và tập luyện các bài cao hơn – Đó chính là lề lối luyện Karate đầy khiêm tốn của ông và sau này là đường lối chính của hệ phái Shotokan danh tiếng. Cũng bởi những tập luyện rất gian khổ nầy mà các môn đệ của ông đã thật sự thành danh khắp nước Nhật, sớm đưa Karate thành tài sản quốc gia Nhật Bản, tạo nên những giá trị tin thần của dân Nhật trong suốt thời gian chiến tranh và kiến tạo hoà bình.
Năm 1930, Funakoshi đã thành lập một hiệp hội có tên Dai-Nihon Karate-do Kenkyukai để thúc đẩy giao tiếp và trao đổi thông tin giữa những người nghiên cứu karate-dō. Năm 1936, Dai-Nippon Karate-do Kenkyukai đổi tên thành Dai-Nippon Karate-do Shoto-kai.  Hiệp hội ngày nay được gọi là Shotokai, và là người giữ chính thức di sản karate của Funakoshi.
Khi ở lục địa Nhật Bản, ông đã thay đổi các ký tự viết của karate thành "bàn tay không"  thay vì "bàn tay Trung Quốc" (手) (nghĩa là triều đại nhà Đường) để làm giảm đi mối liên hệ của nó với thiếu lâm Trung Quốc. Funakoshi cũng lập luận trong cuốn tự truyện của mình rằng một đánh giá triết học về việc sử dụng "trống rỗng" dường như phù hợp vì nó ngụ ý một cách không ràng buộc với bất kỳ đối tượng vật lý nào khác.
Tái giải thích của Funakoshi của cụm từ "kara" trong karate có nghĩa là "trống rỗng" (空) chứ không phải là "Trung Quốc" (唐) gây ra một số căng thẳng với truyền thống sao lưu ở Okinawa, khiến Funakoshi ở lại Tokyo vĩnh viễn. Năm 1949, các sinh viên của Funakoshi đã thành lập Hiệp hội Karate Nhật Bản (JKA), với Funakoshi trở thành chủ tịch danh dự của tổ chức. Tuy nhiên, trong thực tế, tổ chức này được lãnh đạo bởi Masatoshi Nakayama.

## Qua đời
Funakoshi bị viêm xương khớp vào năm 1948 và qua đời vào ngày 26 tháng 4 năm 1957.
Sau khi Funakoshi qua đời ngày 26 tháng 4 năm 1957 tại Tokyo, theo nguyện vọng của con trai lớn của ông, Giei, Shotokai (người cao niên là Genshin Hironishi và Shigeru Egami) sẽ tiến hành tang lễ. Hiệp hội Karate Nhật Bản JKA / Kyokai do Masatoshi Nakayama dẫn đầu đã phản đối rằng họ nên là người tiến hành tang lễ. Không có thỏa thuận nào có thể đạt được và JKA / Kyokai đã tẩy chay đám tang. Điều này tạo ra một sự rạn nứt trong hệ phái Shotokan tiếp tục cho đến hiện tại.

## Tưởng niệm
Một đài tưởng niệm Gichin Funakoshi đã được tổ chức Shotokai dựng lên tại Engaku-ji, một ngôi đền ở Kamakura, vào ngày 1 tháng 12 năm 1968. Được thiết kế bởi Kenji Ogata, tượng đài có thư pháp của Funakoshi và Sōgen Asahina (1891 - 1979), linh mục trưởng của ngôi đền trong đó đọc Karate ni sente nashi (Không có cuộc tấn công đầu tiên trong karate), lần thứ hai trong Twenty Precepts của Funakoshi. Bên phải giới luật của Funakoshi là một bản sao của bài thơ ông viết trên đường đến Nhật Bản vào năm 1922.
Viên đá thứ hai có một dòng chữ của Nobuhide Ohama và đọc: 
Sư phụ Funakoshi Gichin, thuộc karate-do, sinh ngày 10 tháng 11 năm 1868 tại Shuri Okinawa. Từ khoảng mười một tuổi, anh bắt đầu học jutsu dưới Azato Anko và Itosu Anko. Ông đã luyện tập siêng năng và năm 1912 trở thành chủ tịch của Shobukai Okinawa. Vào tháng 5 năm 1922, ông chuyển đến Tokyo và trở thành một giáo viên chuyên nghiệp về karate-do. Ông dành cả cuộc đời mình cho sự phát triển của karate-do. Ông sống tám mươi tám năm cuộc đời và rời khỏi thế giới này vào ngày 26 tháng 4 năm 1957. Giải thích lại cho jutsu, sư phụ ban hành karate-do trong khi không mất đi triết lý ban đầu. Giống như bugei (võ thuật cổ điển), cũng là đỉnh cao của karate, "mu" (giác ngộ): thanh lọc và làm cho một người chuyển đổi từ "jutsu" sang "do". Thông qua những lời dặn nổi tiếng của mình, "空手 に 先手 な" (karate ni sente nashi) có nghĩa là không có cuộc tấn công đầu tiên nào vào Karate và 空手 は 君子 (karate wa kunshi no bugei) có nghĩa là Karate là môn võ của người thông minh, Sensei đã giúp chúng tôi hiểu rõ hơn về thuật ngữ jutsu. Trong một nỗ lực để tưởng nhớ đức hạnh và những đóng góp to lớn của ông ấy cho karate-do hiện đại với tư cách là người tiên phong, chúng tôi, những học sinh trung thành của ông ấy, đã tổ chức Shotokai và dựng tượng đài này tại Enkakuji. "Kenzen ichi".

## Các điều lệ của Gichin Funakoshi

### Năm điều huấn thị
Gichin Funakoshi đã đưa ra năm điều huấn thị đối với người luyện Karate chi phái Shotokan để rèn luyện đạo đức.
1. Nỗ lực hoàn thiện nhân cách, tiếng Nhật: ―、人格完成に努ろこと, phiên âm: Hitotsu, jinkaku kansei ni tsutomuru koto.
2. Luôn luôn chân thành, tiếng Nhật: ―、誠の道を守ること, phiên âm: Hitotsu, makoto no michi wo mamoru koto.
3. Nuôi dưỡng tinh thần nỗ lực, tiếng Nhật: ―、努力の精神を養うこと, phiên âm: Hitotsu, doryoku no seishin wo yashinau koto.
4. Trọng lễ nghĩa, tiếng Nhật: ―、礼儀を重んずること, phiên âm: Hitotsu, reigi wo omonzuru koto.
5. Kiềm chế các hành vi nóng nảy, tiếng Nhật: ―、血気の勇を戒むる, phiên âm: Hitotsu, kekki no yu ｗo imashimuru koto.

### Hai mươi điều về Karate

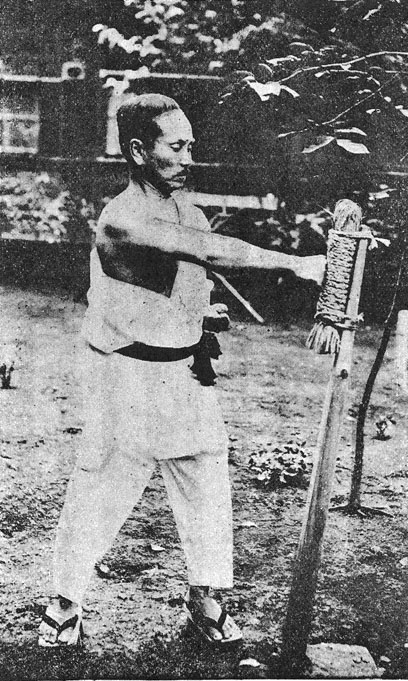
Funakoshi Gichin tập với makiwara

1. Đừng quên Karate bắt đầu bằng Lễ, kết thúc cũng bằng Lễ.
2. Karate không nên ra đòn trước.
3. Karate phải giữ nghĩa.
4. Trước tiên phải biết mình rồi mới đến biết người.
5. Kỹ thuật không bằng tâm thuật.
6. Cần để tâm thoải mái.
7. Khinh suất tất gặp rắc rối.
8. Đừng chỉ có lúc nào ở võ đường mới nghĩ về karate.
9. Rèn luyện karate cả đời không nghỉ.
10. Biến mọi thứ thành karate, như thế sẽ nắm được sự tuyệt vời của nó.
11. Karate giống như nước nóng, nếu ngừng hâm nóng thì sẽ nguội lạnh.
12. Đừng nghĩ thắng, hãy nghĩ đừng bại.
13. Chuyển hóa bản thân tùy theo đối phương.
14. Kết quả cuộc đấu phụ thuộc vào khả năng kiểm soát.
15. Hãy nghĩ chân tay người cũng là kiếm.
16. Hễ ra khỏi nhà là có cả triệu địch thủ.
17. Người mới tập có thể còn gượng gạo, nhưng về sau phải thật tự nhiên.
18. Phải tập kata thật chuẩn, nhưng nhớ là thực chiến sẽ khác đi.
19. Nhớ kiểm soát độ mạnh yếu của lực, độ linh hoạt của cơ thể, độ nhanh chậm của đòn thế.
20. Luôn chín chắn khi dùng võ.

## Đánh giá về Gichin Funakoshi
Tuy nhiên, ông vẫn bị nhiều học giả và sử gia Nhật Bản đánh giá là quá mềm yếu trong quá trình xây dựng và truyền bá môn karate, họ cho rằng nếu môn karate chỉ là sự lập lại nhàm chán của các bài kata thì có khác gì những điệu múa cung đình mang đầy nữ tính, chỉ cốt làm đẹp mắt chứ không thật sự là một môn nghệ thuật chiến đấu như người dân Okinawa đã từng tự hào. Hiên ngang đứng trước mọi sự chỉ trích, chấp nhận tranh luận trong tinh thần lễ giáo nhưng ông vẫn luôn khiêm tốn, nhún nhường đi theo con đường đã vạch sẵn với những người chia sẻ chung quan điểm của mình. Có lẽ trong suốt quá trình giao lưu giữa hòn đảo Okinawa và đất liền Nhật Bản, ông là người được lòng tất cả mọi người với một tinh thần mang đậm nét: "Phú quý bất năng dâm, bần tiện bất năng di, uy vũ bất năng khuất, thị chi vị đại trượng phu" (Phú quý không làm cho dâm dật, nghèo nàn không làm cho thay đổi, uy vũ không làm cho khuất phục, đó gọi là đại trượng phu). Khi nói đến Karate người ta xem Gichin Funakoshi như là một hình tượng cao nhất có công đem karate vào kho tàng văn hoá của Nhật, tương đương với thiền đạo, trà đạo v.v.. Nhắc đến Funakoshi người Nhật thường truyền miệng một câu chuyện về ông như sau: Trong lúc giảng về võ đạo cho một số võ sinh của mình tại đạo đường về lối sống khiêm tốn, một học trò của ông đặt câu hỏi với ông là: "Thưa thầy, một kẻ khiêm tốn với một kẻ tầm thường khác nhau như thế nào?" Không cần suy nghĩ, Funakoshi Gichin đáp ngay: "Rất đơn giản con ạ! Người tầm thường sau bao năm tập luyện, ngày đầu tiên được thăng lên nhất đẳng, anh ta la lớn cho mọi người biết và mọi người ở nhà biết anh ta vừa lên nhất đẳng trước khi anh ta về đến cổng nhà; ngày thăng nhị đẳng, anh ta sẽ bắc thang leo lên mái nhà và hô to cho mọi người trong xóm biết tin mừng của mình; ngày thăng lên tam đẳng, anh ta sẽ nhảy lên bất cứ chiếc xe nào gần nhất, vừa chạy vừa la inh ỏi cho khắp thành phố biết tin quan trọng nhất đời anh… Con à! Ngược lại với tinh thần đó là tâm linh của một người khiêm tốn; khi được nhất đẳng, anh ta sẽ cuối đầu với thái độ biết ơn với mọi người xung quanh; lúc lên nhị đẳng, anh ta sẽ cuối đầu thấp hơn với mọi người; khi lên tam đẳng, anh ta cuối đầu thấp tới thắt lưng và yên lặng vui vẻ đi bộ về nhà dọc theo bức tường của con phố để không ai thấy và chú ý đến anh… Khi đến 9 đẳng anh sẽ trở thành một người không hề biết một đòn karate và tuyệt đối đứng ngoài mọi tranh chấp của karate". Với tấm lòng sống và trung thành với lý tưởng của Karate, sống thanh đạm, nghiêm khắc với chính bản thân mình, xem thường danh vọng, không đặt nặng vấn đề tranh chấp, danh vọng trong võ thuật nên những ý tưởng thi đấu, tổ chức tranh giải đối với ông không hề được ông cho là quan trọng. Ông chú tâm rèn luyện con người ngày một hoàn hảo, biết phân biệt đâu là ân để đáp đền, oán thù để mau tháo gỡ, với lối sống như vậy suốt một đời cho đến khi ra đi vào tuổi 88.
Sự khiêm tốn của Gichin còn thể hiện qua câu chuyện xảy ra vài năm sau khi Nhật Bản bại trận vào cuối thế chiến thứ 2. Năm đó, Gichin "mới có 80 tuổi", phong độ dồi dào, cử chỉ nhanh nhẹn. Ông lên chuyến xe lửa cuối cùng về lại Tokyo sau khi dự đêm thơ ở Tamayawa. Vào thời đó Tokyo vẫn hoang tàn, đổ nát, nếu đi một mình vào giờ đó quả là không an toàn một chút nào. Tuy nhiên, Funakoshi Gichin nghĩ là không ai thèm làm khó dễ một ông già 80 ăn mặc dung dị, dáng dấp từ tốn, khoan thai. Từ nhà ga Otsuka, Tổ Sư Funakoshi Gichin đi bộ về nhà cách đó khá xa. Đột nhiên có một người đàn ông mặc đồ đen xuất hiện từ đằng sau một cabin điện thoại công cộng. Y vỗ vào dù của Tổ Sư: "Này, ông bạn già!". Tổ sư tưởng gặp một người bạn hay một người quen, bèn lùi lại và giở nón chào. Một thoáng ngỡ ngàng. Tên đàn ông nói tiếp: "Ông nội có thuốc lá không đấy?". Funakoshi Gichin chợt hiểu mình đang chạm trán với một tên bụi đời hay một tên lưu manh mới vào nghề: "Tôi không hút thuốc". Đêm hôm đó, tất cả đồ đạc mà  Funakoshi mang theo chỉ vỏn vẹn có một cái tay nải, trong đó chỉ có mấy cuốn sách và một hộp cơm đã hết nhẵn. Tên côn đồ nói tiếp: "Thôi đi ông nội, đừng có phịa. Chắc là trong tay nải có thuốc lá đấy". Vị võ sư già không nổi giận. Ông ôn tồn trả lời: "Tôi đã bảo là tôi không hút thuốc. Thôi, xin ông để tôi đi". Tên kia gạt phăng, vẻ hăm dọa: "Dẹp đi. Đưa tay nải ra xem". "Chả có gì đáng giá cả đâu". "Ôi, khỏi nói nhiều". Y giật cây dù của Funakoshi và trợn mắt nhìn ông như thể sắp ra tay. Tư thế của tên lang thang quá hở, nên khi y vừa dùng dù để tấn công, Funakoshi Gichin đã lách mình qua cây dù và dùng tay phải bóp mạnh vào hạ bộ của y. Chắc hẳn cơn đau rất khốc liệt, và cây dù rơi xuống đất trong khi gã côn đồ thét lên và gập người có vẻ như sắp bất tỉnh. Ngay lúc đó, đội tuần tra xuất hiện. Tổ sư môn phái Karatedo tiếp tục đi về nhà, để mặc tên lưu manh cho toán cảnh sát xử lý. Funakoshi hồi tưởng: "Về nghĩ lại, tôi cho tên côn đồ đó chẳng qua cũng là một người lính giải ngũ thất nghiệp lang thang và đã bốc đồng làm bậy. Còn tôi, trong lúc nhất thời, tôi đã bất đồ xuất thủ làm một việc mà tôi vẫn tuyệt đối cấm các đệ tử mình. Thật là đáng xấu hổ".
Trích trong lời đề tựa cuốn sách "Karate- Do: Lối sống của tôi" (Karate-Do: My Way of Life) của Funakoshi Gichin, Genshin Hironishi chủ tịch Japan Karate-Do Shoto-Kai có viết:
"[...]Có vô số giai thoại thú vị về người đàn ông phi thường này, nhiều trong số đó được ông kể lại về chính mình trong các trang tiếp theo. Một số có lẽ bây giờ đã trôi dạt vào cõi huyền thoại, và một số Funakoshi không buồn kể vì chúng đã quá rõ ràng trong cách sống của ông đến nỗi chính ông cũng khó nhận ra chúng. Ông không bao giờ đi chệch khỏi lối sống của mình, là lối đi của samurai. Có lẽ với người Nhật trẻ tuổi sau chiến tranh, gần như với độc giả nước ngoài, Funakoshi sẽ nổi lên như một kẻ lập dị, nhưng anh ta chỉ đơn thuần tuân thủ quy tắc đạo đức của tổ tiên mình, một quy tắc tồn tại thậm chí từ lâu trước khi có lịch sử ở Okinawa.
Ông quan sát những điều cấm kỵ lâu đời. Ví dụ, với một người trong tầng lớp của ông, nhà bếp là một cấm địa, và Funakoshi, theo như tôi biết, không bao giờ xâm phạm nó. Ông cũng không bao giờ thốt ra tên của những vật phẩm trần tục như tất hay giấy vệ sinh, bởi - một lần nữa, như quy tắc mà ông tuân thủ rất chặt chẽ - những thứ này có liên quan đến những điều được coi là không phù hợp hoặc không đứng đắn.
Đối với những người chúng ta, ông là một bậc thầy vĩ đại và đáng kính, nhưng tôi e rằng trong mắt của cháu trai nhỏ Ichiro (hiện là một đại tá trong Lực lượng Phòng vệ Không quân), ông chỉ là một lão già bướng bỉnh. Tôi nhớ lại khi Funakoshi thấy một đôi tất nằm trên sàn nhà. Ra dấu với Ichiro, ông bảo, "Bỏ mấy cái đó ra!"
"Nhưng cháu không hiểu," Ichiro nói trong vẻ ngây thơ vô cùng. "Ông bảo "mấy cái đó" là ý gì ạ?"
"Đúng rồi," Funakoshi đáp, "Mấy cái đó, đó!"
"Cái đó, cái đó!" Ichiro vặn vẹo. "Ông không biết "mấy cái đó" gọi là gì ạ?""
"Ông bảo là bỏ mấy cái đó ra ngay lập tức!" Funakoshi lặp lại, và Ichiro buộc phải thừa nhận bại trận. Cái bẫy nhỏ của cậu đã thất bại; ông của cậu vẫn kiên quyết từ chối, mà ông đã dành cả cuộc đời để thốt ra từ "tất".[...]".
Cả cuộc đời cống hiến cho karate, không thể phủ nhận rằng, Funakoshi là cha đẻ của karate hiện đại và nền karate quốc tế, xứng đáng là một người thầy vĩ đại của những người thầy.

## Di sản
Funakoshi đã xuất bản một số cuốn sách về karate bao gồm cuốn tự truyện của ông, "Karate-Do: My Way of Life". Tuy nhiên, di sản của ông nằm trong một tài liệu chứa đựng những triết lý về đào tạo karate của ông giờ đây được gọi là niju kun, hay "hai mươi nguyên tắc". Những quy tắc này là tiền đề đào tạo cho tất cả các học viên Shotokan và được xuất bản trong một tác phẩm có tựa đề "Hai mươi nguyên tắc hướng dẫn của Karate". Trong cuốn sách này, Funakoshi đưa ra 20 quy tắc mà học sinh karate được khuyến khích tuân thủ trong nỗ lực "trở thành con người tốt hơn". "Karate-Do Kyohan" của Funakoshi vẫn là ấn phẩm chi tiết nhất của ông, bao gồm các phần về lịch sử, cơ bản, kata và kumite; con hổ Shotokan nổi tiếng tô điểm cho bìa cứng.